# 苯唑西林
苯唑西林（英語：Oxacillin）是由必成公司研发的一种青霉素类窄谱β-内酰胺抗生素。它于1960年获得专利，并于1962年批准用于医疗用途。

## 应用
苯唑西林是一种抗青霉素酶的β-内酰胺类药物，它与甲氧西林类似，在临床应用中已取代甲氧西林。其他相关药物是萘夫西林，氯唑西林，双氯西林和氟氯西林。由于它对青霉素酶(例如由金黄色葡萄球菌产生的酶)具有抗性，因此在美国临床上广泛用于治疗耐青霉素金黄色葡萄球菌。然而，随着苯唑西林和甲氧西林的引入和广泛使用，耐甲氧西林和耐苯唑西林金黄色葡萄球菌（MRSA / ORSA）的菌株在世界范围内变得越来越普遍。 MRSA / ORSA使用万古霉素治疗。

## 禁忌
对青霉素类抗生素家族的任一药物都有过敏反应的个体都禁用苯唑西林。已经报道了服用苯唑西林个体具有交叉过敏性，当给予头孢菌素和头孢霉素时，经历了先前苯唑西林的超敏反应。

## 不良反应
通常报道的与苯唑西林相关的副作用包括皮疹，腹泻，恶心，呕吐，血尿，粒细胞缺乏症，嗜酸粒细胞增多症，白细胞减少症，中性粒细胞减少症，血小板减少症，肝毒性，急性间质性肾炎和发烧。据报道，大剂量的苯唑西林会引起肾，肝和神经系统毒性。苯均西林类药物的所有成员共同使用苯唑西林可能引起急性或迟发性超敏反应。作为注射剂使用，苯唑西林可引起注射部位反应，其可以以发红，肿胀和瘙痒为特征。

## 药理学
苯唑西林通过其β-内酰胺环与青霉素结合蛋白共价结合，青霉素结合蛋白是参与细菌细胞壁合成的酶。这种结合相互作用干扰转肽反应并抑制肽聚糖的合成，肽聚糖是细胞壁的主要成分。通过破坏细菌细胞壁的完整性，苯唑西林和其他青霉素通过细胞自溶杀死活跃生长的细菌。

## 化学
与青霉素家族的其他成员一样，苯唑西林的化学结构特征在于具有与氨基连接的6-氨基青霉烷酸核。 6-氨基青霉烷酸核由连接在β-内酰胺环上的噻唑烷环组成，β-内酰胺环是负责青霉素家族抗菌活性的活性部分。苯唑西林上存在的取代基被认为赋予耐细菌β-内酰胺酶降解的原因。

## 研发史
苯唑西林是甲氧西林的衍生物，最初是在20世纪60年代早期合成的，作为必成公司Peter Doyle和John Naylor领导，与Bristol-Myers合作的研究计划一部分。合成了异恶唑基青霉素家族的成员，其中包括氯唑西林，双氯西林和苯唑西林，以对抗青霉素耐药性金黄色葡萄球菌引起的感染率增加。